# Saint-Eusèbe (Saône-et-Loire)
Pour les articles homonymes, voir Saint-Eusèbe.
Saint-Eusèbe est une commune française située dans le département de Saône-et-Loire, en région Bourgogne-Franche-Comté.
La commune est située au cœur d'un important bassin houiller exploité entre les années 1820 et 1912 par les houillères de Montchanin.

## Géographie
Saint-Eusèbe est située à 9 km au nord-est de Montceau-les-Mines.
La Bourbince est le principal cours d'eau qui traverse la commune. Le canal du Centre traverse également la commune, il est alimenté partiellement par les eaux de l'étang Berthauld, principal plan d'eau de Saint-Eusèbe.
La commune est proche du parc naturel régional du Morvan, à environ 19 km.

### Géologie
La commune repose sur le bassin houiller de Blanzy daté du Stéphanien (daté entre -307 et -299 millions d'années).

### Climat
Pour des articles plus généraux, voir Climat de la Bourgogne-Franche-Comté et Climat de Saône-et-Loire.
En 2010, le climat de la commune est de type climat océanique dégradé des plaines du Centre et du Nord, selon une étude du Centre national de la recherche scientifique s'appuyant sur une série de données couvrant la période 1971-2000. En 2020, Météo-France publie une typologie des climats de la France métropolitaine dans laquelle la commune est exposée à un climat océanique altéré et est dans la région climatique Lorraine, plateau de Langres, Morvan, caractérisée par un hiver rude (1,5 °C), des vents modérés et des brouillards fréquents en automne et hiver.
Pour la période 1971-2000, la température annuelle moyenne est de 10,6 °C, avec une amplitude thermique annuelle de 17,1 °C. Le cumul annuel moyen de précipitations est de 833 mm, avec 11,3 jours de précipitations en janvier et 7,5 jours en juillet. Pour la période 1991-2020, la température moyenne annuelle observée sur la station météorologique de Météo-France la plus proche, « Mt-Saint-Vincent », sur la commune de Mont-Saint-Vincent à 10 km à vol d'oiseau, est de 10,4 °C et le cumul annuel moyen de précipitations est de 891,2 mm. 
La température maximale relevée sur cette station est de 37,6 °C, atteinte le 12 août 2003 ; la température minimale est de −21,1 °C, atteinte le 10 février 1956,,.
Les paramètres climatiques de la commune ont été estimés pour le milieu du siècle (2041-2070) selon différents scénarios d'émission de gaz à effet de serre à partir des nouvelles projections climatiques de référence DRIAS-2020. Ils sont consultables sur un site dédié publié par Météo-France en novembre 2022.

## Urbanisme

### Typologie
Au 1er janvier 2024, Saint-Eusèbe est catégorisée commune rurale à habitat dispersé, selon la nouvelle grille communale de densité à sept niveaux définie par l'Insee en 2022.
Elle appartient à l'unité urbaine de Montchanin, une agglomération intra-départementale regroupant deux  communes, dont elle est une commune de la banlieue,,. Par ailleurs la commune fait partie de l'aire d'attraction du Creusot, dont elle est une commune de la couronne,. Cette aire, qui regroupe 22 communes, est catégorisée dans les aires de moins de 50 000 habitants,.

### Occupation des sols
L'occupation des sols de la commune, telle qu'elle ressort de la base de données européenne d’occupation biophysique des sols Corine Land Cover (CLC), est marquée par l'importance des territoires agricoles (83,1 % en 2018), en diminution par rapport à 1990 (86,2 %). La répartition détaillée en 2018 est la suivante : prairies (63,6 %), zones agricoles hétérogènes (19,5 %), forêts (8,9 %), zones industrielles ou commerciales et réseaux de communication (3,1 %), zones urbanisées (2,4 %), eaux continentales (2,4 %). L'évolution de l’occupation des sols de la commune et de ses infrastructures peut être observée sur les différentes représentations cartographiques du territoire : la carte de Cassini (XVIIIe siècle), la carte d'état-major (1820-1866) et les cartes ou photos aériennes de l'IGN pour la période actuelle (1950 à aujourd'hui).

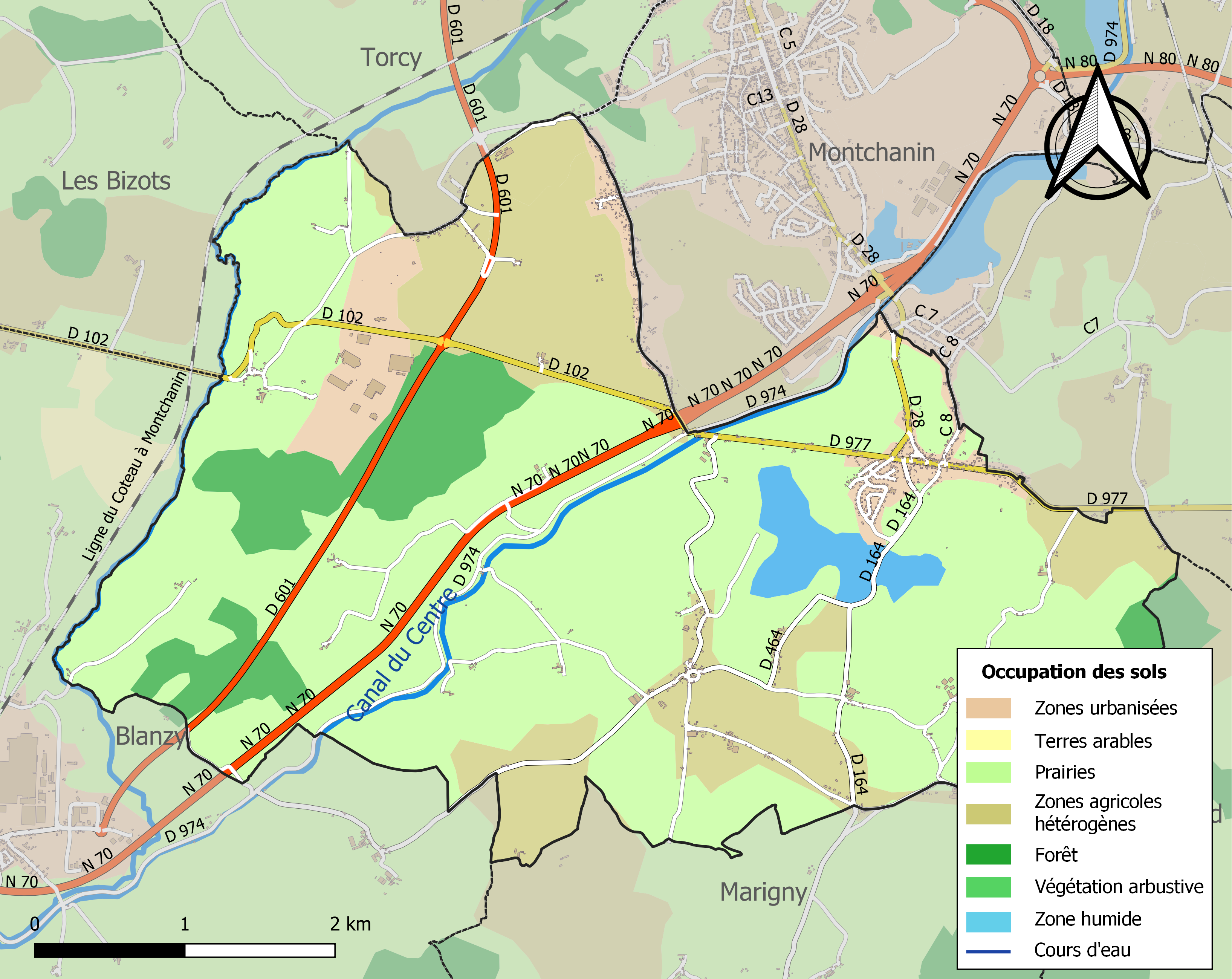
Carte des infrastructures et de l'occupation des sols de la commune en 2018 (CLC).

## Histoire
La paroisse de Saint-Eusèbe est antérieure au Xe siècle.
En 1316, le seigneur de Saint-Eusèbe est Guy de Germolles.
Au XVe siècle, elle est partagée en trois seigneuries, la seigneurie du Monay, la seigneurie du Gratoux et la seigneurie de La Motte.
En 1658, la duchesse Elisabeth Alexandrine de Bourbon, comtesse du Charolais, allant de Charolles à Dijon, voit son carrosse enlisé dans la boue au hameau des Brosses près de Saint-Eusèbe. Aussitôt, les habitants de Saint-Eusèbe se portèrent à son secours. En remerciement, la duchesse de Bourbon céda le territoire des Brosses et la forêt domaniale d'Avoise aux habitants de Saint-Eusèbe, soit au total 329 hectares.
Ces deux terres furent plus tard aliénées par décret signé par l'empereur Napoléon III le 31 mai 1854 pour créer la commune de Montchanin-les-Mines.
Pendant la Révolution, le village, qui s'appelait alors « Saint Eusèbe des Bois », est contraint de changer de nom. En 1793, Saint Eusèbe des Bois est rebaptisé « Sparte » puis ultérieurement « Mont Fleury » puis « Eusèbe des bois » puis définitivement « Saint Eusèbe » en l'an VIII. L'église est fermée et le curé, Étienne de Beaumont, devra vivre caché avec l'aide des habitants.

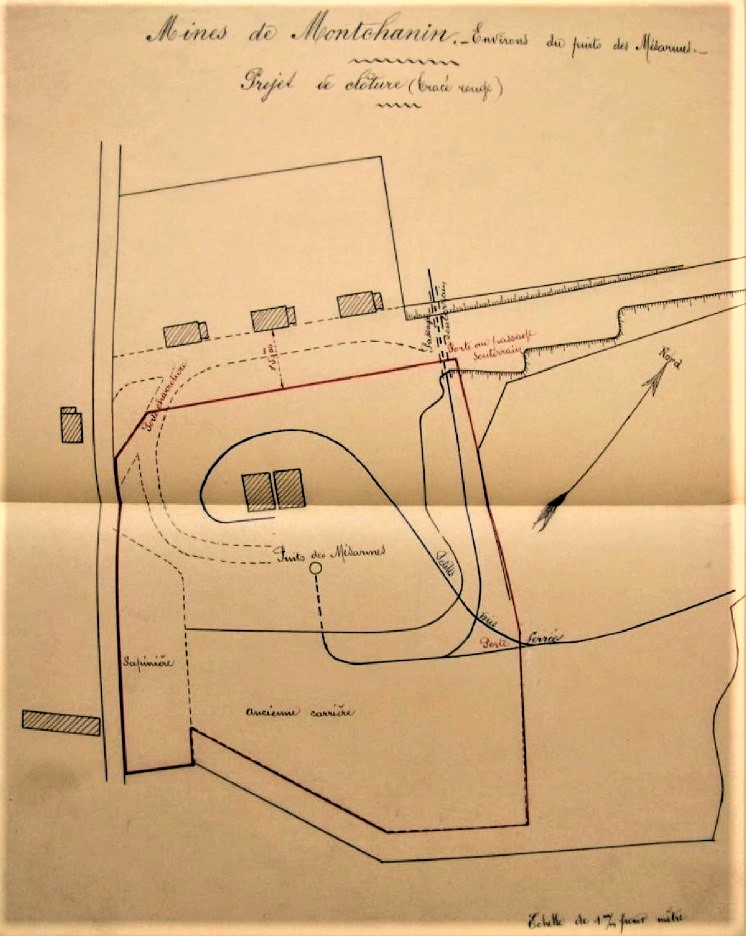
Plan de masse du puits des Mésarmes.

Les houillères de Montchanin exploitent du charbon sur la commune entre les années 1820 et 1912. Le principal puits est celui des Mésarmes. En 1854, la commune de Saint-Eusèbe est scindée pour former la commune de Montchanin-les-Mines.
En 1926, Saint-Eusèbe compte 722 habitants.
Pendant la guerre de 1939-1945, Saint-Eusèbe doit déplorer 9 morts et 30 disparus. De 1940 à 1943, la commune est coupée par la ligne de démarcation.
En 1961, la « commission communale de statistique » dénombre 75 exploitations agricoles.
De nos jours, 18 exploitations sont en activité, principalement dans l'élevage de bovins. Celles-ci occupent 1 405 hectares de terres agricoles sur 2 120 hectares de surface communale (mairie de Saint-Eusèbe).

## Politique et administration
| Période                                  | Période                    | Identité             | Étiquette | Qualité |
| ---------------------------------------- | -------------------------- | -------------------- | --------- | --- |
| Les données manquantes sont à compléter. |                            |                      |           | |
| mars 2001                                | mars 2008                  | Françoise Villeneuve | SE        | |
| mars 2008                                | septembre 2024 (démission) | Alain Ballot         | SE-DVD    | Ancien cadre. Élu maire après être entré au conseil municipal en 1983. Élu conseiller départemental du canton de Blanzy en 2021. Décédé le 6 février 2025. |
| septembre 2024                           | En cours                   | Fabrice Vesvres      | SE        | |

## Démographie
L'évolution du nombre d'habitants est connue à travers les recensements de la population effectués dans la commune depuis 1793. Pour les communes de moins de 10 000 habitants, une enquête de recensement portant sur toute la population est réalisée tous les cinq ans, les populations de référence des années intermédiaires étant quant à elles estimées par interpolation ou extrapolation. Pour la commune, le premier recensement exhaustif entrant dans le cadre du nouveau dispositif a été réalisé en 2008.

En 2022, la commune comptait 1 175 habitants, en évolution de −0,84 % par rapport à 2016 (Saône-et-Loire : −1,06 %, France hors Mayotte : +2,11 %).
| 1793 | 1800 | 1806 | 1821 | 1831 | 1836  | 1841  | 1846  | 1851  |
| ---- | ---- | ---- | ---- | ---- | ----- | ----- | ----- | ----- |
| 676  | 820  | 833  | 876  | 857  | 1 210 | 1 756 | 1 941 | 2 255 |

| 1856  | 1861  | 1866 | 1872 | 1876  | 1881  | 1886  | 1891  | 1896  |
| ----- | ----- | ---- | ---- | ----- | ----- | ----- | ----- | ----- |
| 1 023 | 1 036 | 962  | 976  | 1 061 | 1 146 | 1 147 | 1 026 | 1 002 |

| 1901 | 1906 | 1911 | 1921 | 1926 | 1931 | 1936 | 1946 | 1954 |
| ---- | ---- | ---- | ---- | ---- | ---- | ---- | ---- | ---- |
| 942  | 917  | 895  | 957  | 837  | 791  | 771  | 848  | 895  |

| 1962 | 1968 | 1975 | 1982 | 1990  | 1999  | 2006  | 2008  | 2013  |
| ---- | ---- | ---- | ---- | ----- | ----- | ----- | ----- | ----- |
| 735  | 656  | 707  | 972  | 1 032 | 1 065 | 1 085 | 1 091 | 1 141 |

| 2018  | 2022  | - | - | - | - | - | - | - |
| ----- | ----- | - | - | - | - | - | - | - |
| 1 196 | 1 175 | - | - | - | - | - | - | - |

## Lieux et monuments
- Château du Monay.
- L'église, placée sous le vocable de saint Eusèbe de Verceil, construite en 1892 dans le style néo-roman, à l'emplacement de l'ancienne église (qui avait été construite vers 1450, entourée du cimetière). Le clocher, quant à lui, n'a été érigé qu'en 1905[22].
- Il subsiste plusieurs vestiges de l'exploitation minière sur le territoire de la commune, notamment, le puits des Mésarmes[23].

Vestige du puits des Mésarmes.
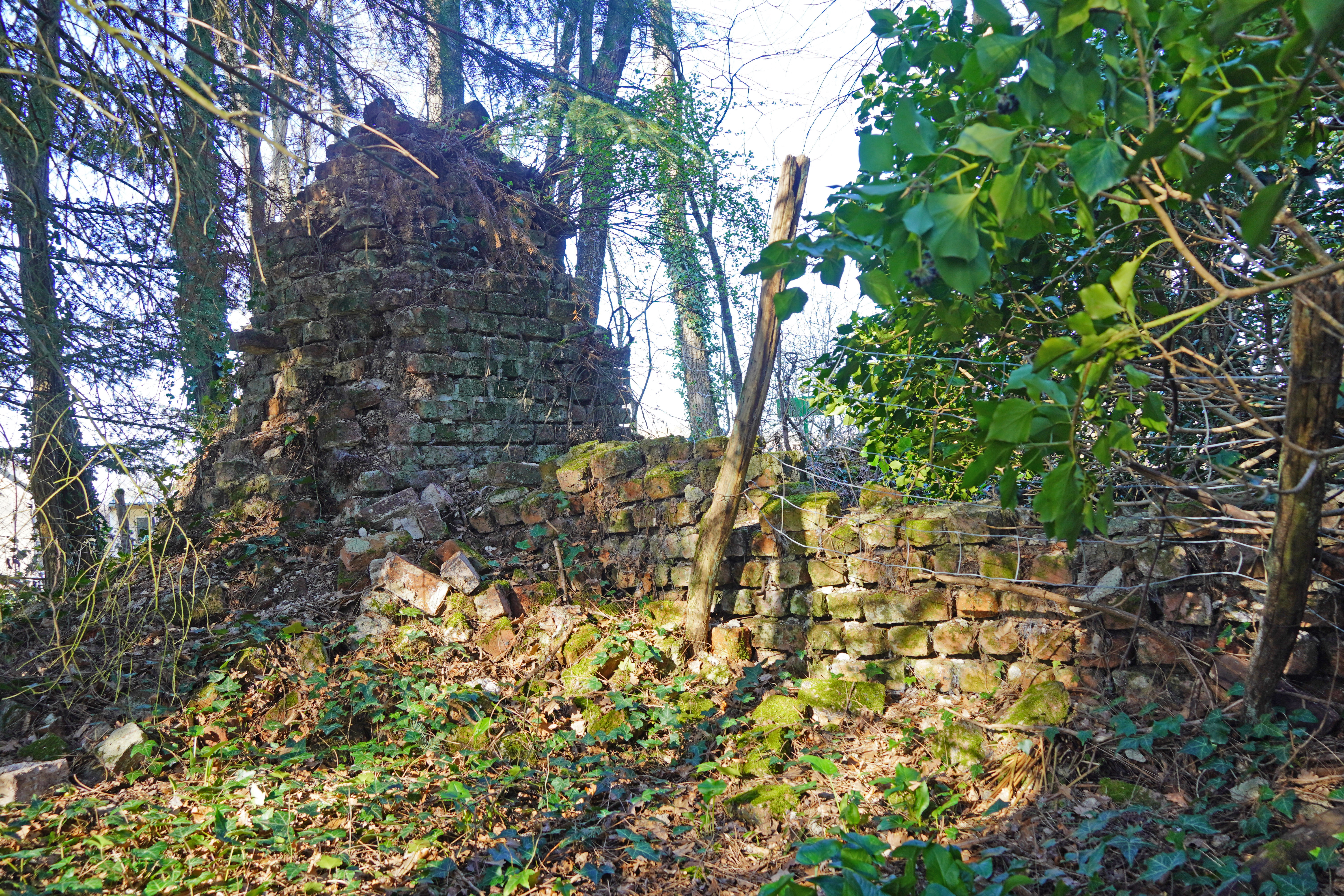
Ruines du bâtiment de recette.
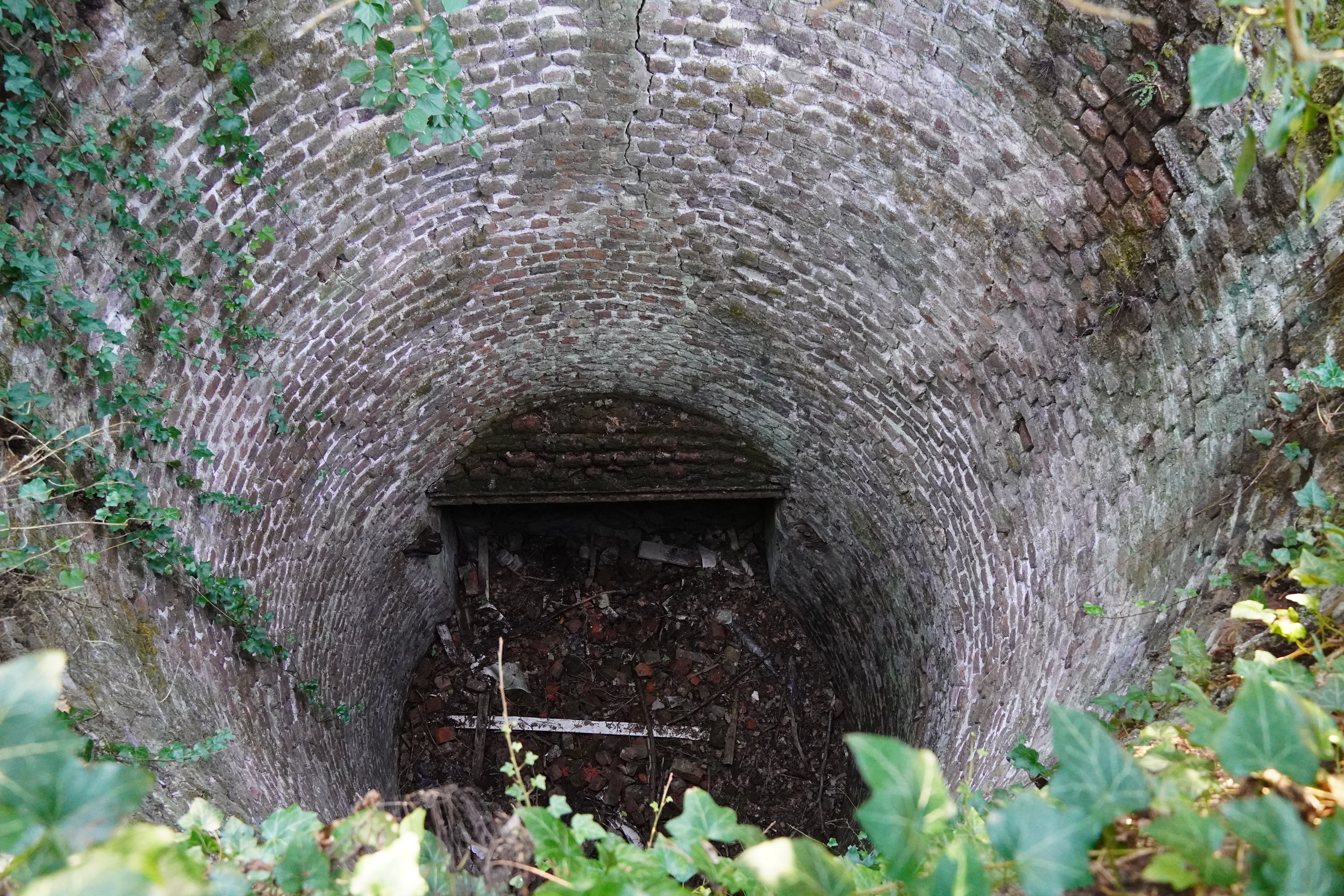
L'orifice du puits.
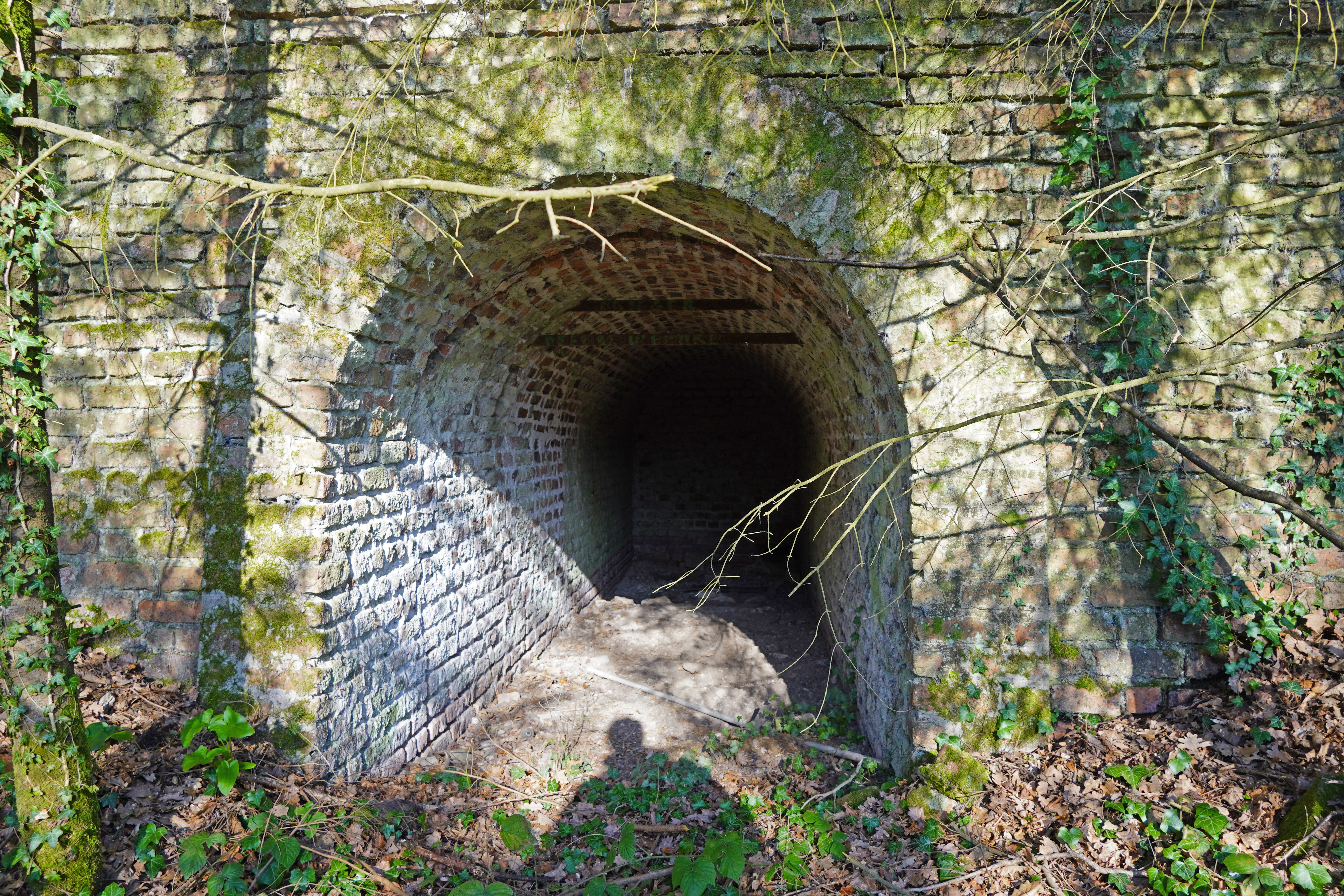
La galerie d'accès sous-terril.
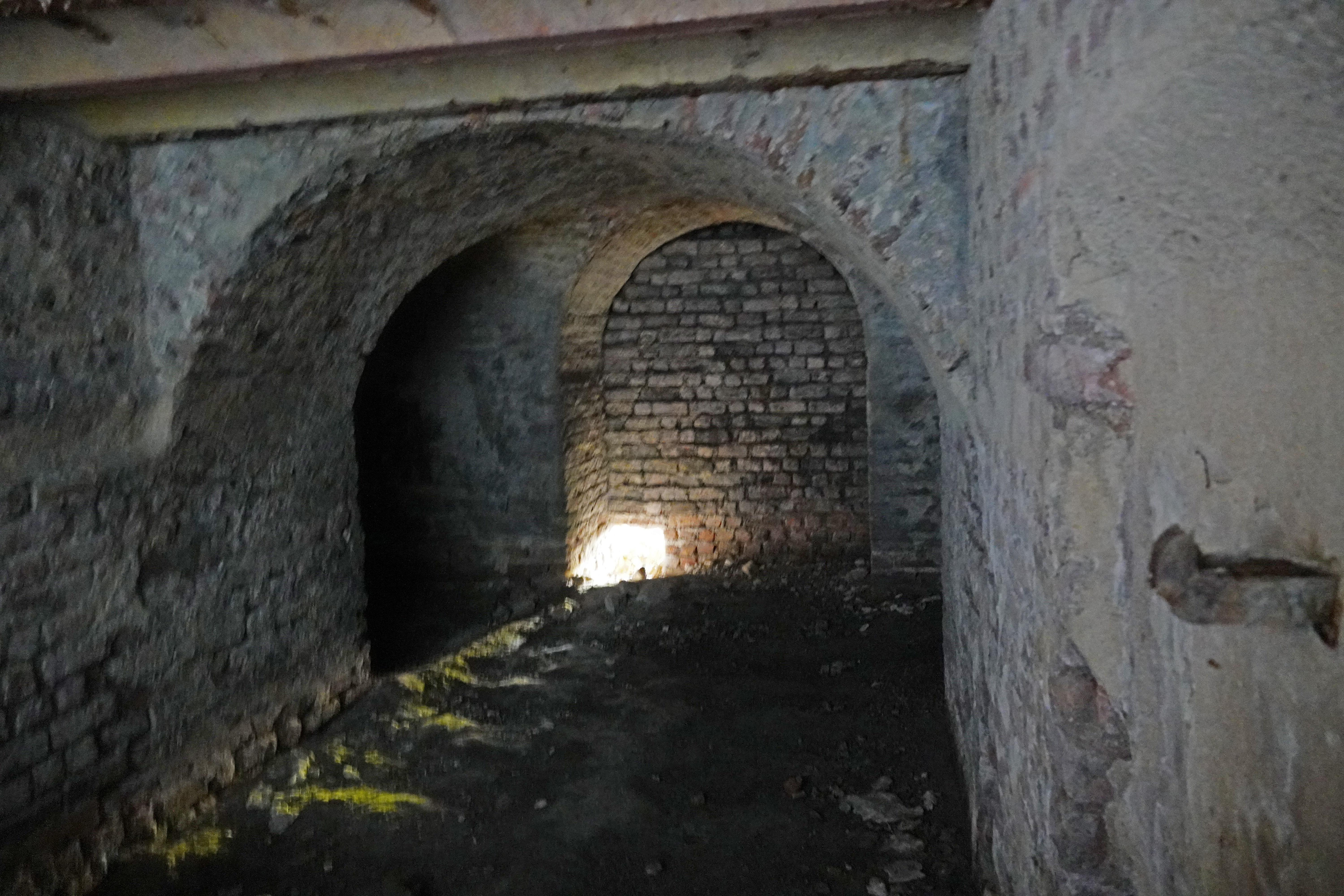
Recette sous-terril.

## Gastronomie
- Auberge du Gratoux (35 route de Chalon), cuisine traditionnelle (depuis octobre 2018).

## Personnalités liées à la commune
- Anne Sylvestre (1934-2020), chanteuse, y est inhumée.

## Pour approfondir